# Макбейн, Дайан
Дайан Макбейн (англ. Diane McBain, 18 мая 1941, Кливленд, Огайо, США — 21 декабря 2022, Лос-Анджелес, Калифорния, США) — американская актриса, работала по контракту с компанией «Warner Brothers», достигла пика популярности в начале 1960-х годов. Она была наиболее известна по роли предприимчивой «светской львицы» в телесериале 1960—1962 годов «Surfside 6» и как одна из главных героинь Элвиса Пресли в фильме 1966 года «Spinout».

## Биография
Уроженка Кливленда, штат Огайо, Дайан Макбейн переехала в Голливуд в раннем возрасте и начала свою карьеру в шоу-бизнесе в качестве модели-подростка в печатной и телевизионной рекламе.
В выпускном классе средней школы она была замечена в спектакле скаут-агентом «Warner Brothers» и включена в список приглашённых на контракт исполнителей в студию.
Дебютировала 13 сентября 1955 года, когда состоялась премьера часового шоу Warner Brothers Presents, состоящего из трёх частей.
Телевизионный отдел студии «Warner Brothers Television» представил American Broadcasting Company почти 20 шоу, в том числе семь вестернов и четыре детективных сериала.
В возрасте 17 лет Макбейн сразу же взяли на работу, она дебютировала на телевидении в эпизодах сериала «Маверик», 8 марта с Джеком Келли и 22 ноября 1959 года с Джеймсом Гарнером, а также 16 октября в эпизоде «77 Sunset Strip». Её первым режиссёром, в фильме «Проход в Форт-Рок», был актёр-ветеран Пол Хенрейд.
Получив положительные отзывы на дебютные выступления Макбейн, на студии поняли, что заключили контракт с потенциальной звездой. Дайан дали роль инженю в её первом полнометражном фильме «Ледовый дворец» (1960) с бюджетом 3,5 миллиона долларов, вместе с ней в фильме снимались Ричард Бертон и Роберт Райан. Снятый в технике техниколор, этот фильм был показан 2 января 1960 года и получил неоднозначные отзывы, но отзывы о Макбейн в целом были положительными.
Студия продолжала занимать Макбейн в течение 1960 года, она неоднократно появлялась в телешоу. 26 февраля она вернулась к съёмках в «77 Sunset Strip», а через девять дней оказалась на Аляске в роли гостьи в выпуске «Аляскины» с Роджером Муром в главной роли. Восемь дней спустя она была в Bourbon Street Beat, а на следующий день в Sugarfoot. Ещё через две недели, 28 марта, на экраны вышел новый выпуск Bourbon Street Beat, а 6 мая — уже следующий выпуск Sunset Strip. Ещё через восемь дней она снялась в эпизоде Lawman, а через три недели, 6 июня, третий эпизод Bourbon Street Beat за столько же месяцев. 1 и 2 марта 1967 года, во время второго сезона сериала ABC «Бэтмен», она сыграла роль светской львицы Пинки Пинкстон, подруги Бэтмена по прозвищу Брюс Уэйн.
Студия предложила Макбейн постоянную роль в Surfside 6 (1960—1962), с участием Троя Донахью, Ван Уильямса и Ли Паттерсона. Сериал длился два сезона.
1960 год для Макбейн был знаменательным. Помимо того, что она снялась в популярном художественном фильме и сыграла роль в восьми телевизионных эпизодах, она была занята ещё в двух ролях в театре. Ей предложили одну из трёх ролей инженю в фильме категории «А» «Пэрриш» (1961) с Троем Донахью; другими были Конни Стивенс и Шэрон Хьюгени. Фильм стал очень популярным и собрал более 4 миллионов долларов.
Затем студия дала Макбейн главную роль в фильме категории «Б», Клодель Инглиш (1961), в котором Дайан заменила Энн Фрэнсис, первоначально выбранную на эту роль. Фильм был снят по роману Эрскина Колдуэлла. Полнометражный фильм «Черное золото» (1962), с Макбейн в главной роли, не имел успеха.
Продюсер Холл Бартлетт пригласил МакБейн на роль в фильме «Смотрители» (1963), в этом фильме снимались Полли Берген и Джоан Кроуфорд.
Когда в 1963 году начался шестой и последний сезон «77 Sunset Strip» (история из пяти частей под названием «Пять»), МакБейн снялась в роли Карлы Стивенс, её партнёром был Ефрем Цимбалист-младший.
Затем она составила компанию Дебби Рейнольдс в фильме «Мэри, Мэри» (1963). Её последним фильмом для Warners был «Далекая труба» (1964) с Донахью и Сюзанной Плешетт, последний фильм режиссёра Рауля Уолша. В интервью 1964 года она сказала, что «в основном играла избалованную богатую девушку».
Warners приглашали её для съёмок фильма «Секс и незамужняя девушка» (1964) в роли секретаря. Она отказалась от этой роли, и Warners решили не продлевать с ней контракт.
После расставания с «Warner Brothers» Дайан Макбейн снялась в сериалах «Арест и суд», «Венди и я», Kraft Suspense Theater, Bob Hope представляет театр Chrysler, Закон Берка (несколько раз), The Wild Wild West, The Man from UNCLE и Vacation Playhouse.
Она была заявлена в фильмах «Весна для слез» и «Безмятежные годы», но ни один из них так и не был снят. Она работала в Испании («Five from the Hawk»).
«Я очень глупо относился к деньгам», — говорила позже Макбейн. «Моя мать всегда шила мне одежду, и я стеснялась этого. Я стала шопоголиком и потратила целое состояние на покупку одежды в магазине. Тэмми Беккер, вероятно, скопировала то, как я совершала покупки и наращивала ресницы».
Предложения сняться начали иссякать. «Мы переживали революцию в обществе с движением за гражданские права чернокожих и войной во Вьетнаме», — сказала она. «Теперь, белые англо-саксы, красивые люди были на тотемном столбе. Считалось, что мы находимся на другой стороне, мы — консерваторы, которые были причиной войны и проблем с гражданскими правами. Дастин Хоффман — да, а Трой Донахью — нет. Никто не хотел видеть на экране красивых людей. Они хотели таких, как они, средних. У меня было не много работы».
В августе 1965 года родители Макбейн заявили о её исчезновении. Выяснилось, что Дайна зарегистрировалась в отеле в Сан-Диего под именем «Мэрилин Миллер» для «смены лиц, обстановки и взглядов… Я просто хотела быть мисс Никто из ниоткуда». Она сказала, что была подавлена своим финансовым неблагополучием и отсутствием тех ролей, которые она хотела.
Она стала ведущей партнёршей Элвиса Пресли в фильме «Спинаут» (1966) вместе с Шелли Фабарес и Деборой Уолли, а позже в том же году она снялась в качестве приглашенной звезды в «Бэтмене».
Макбейн снялась в двух фильмах с Фабианом Форте на студии American International Pictures (AIP) : «Громовая аллея» (1967) режиссёра Ричарда Раша и «Мэриджейн» (1968) режиссёра Мори Декстера. Затем Декстер дал Макбейн главную роль в фильме AIP «Толпа в мини-юбке» (1968), ставшего хитом в прокате.
Макбейн была партнёршей Гарднера Маккея в фильме «Я плыл на Таити с командой All Girl» (1968), а на студии Crown International Pictures снялась в фильме «Пять трудных путей» (1969), также известного как The Sidehackers. Она гастролировала по Вьетнаму в 1968 году с Типпи Хедрен и Джоуи Бишопом.
В 1970-е годы Макбейн несколько замедлила свою карьеру, чтобы заботиться о своем сыне Эване, хотя и показалась в ряде телесериалов. «Меня никогда не заботила звёздность, меня заботили только роли, которые были для тех, кто был суперзвездой», — сказала она позже. «Я была мотивирована продолжать работу перед лицом полного провала, потому что у меня был ребёнок, которого я должна была вырастить самостоятельно с малой помощью отца. Актёрство было для меня лучшим способом заработать деньги и лучшим способом стать настоящей матерью для моего сына. Полная занятость приносила деньги, но ограничивала меня в повседневной жизни от моего ребёнка».
Макбейн сыграла главную роль в фильмах «Любовь», «Американский стиль», «Мэнникс», «В Рим с любовью», «Земля гигантов» и «Отряд модников».
У неё были роли в фильмах «Фактор Дельта» (1970), «Дикий сезон» (1971), «Уйендо дель Халькон» (1973), «Злой, злой» (1973) и «Девственница-смертница» (1974), которые она позже назвала "самым глупым сценарием, с которым мне когда-либо приходилось работать.
Макбейн также была приглашённым актёром в сериалах «Огромный мир тайн», «Полицейская история», «Варварский берег» и «Маркус Уэлби, доктор медицины».
Среди её фильмов конца 1970-х и начала 1980-х «Доннер Пасс: Дорога к выживанию» (1978), «Жизнь и времена Гризли Адамса», «Гавайи Five-O», «Ангелы Чарли», «Восьми достаточно», «Дни нашей жизни». «Даллас», «Мэтт Хьюстон», «Воздушный волк», «Красная ярость», «Безумный как лис» и «Рыцарь дорог». Она также постоянно была занята в областном театре.
В 1982 году Макбейн была избита, ограблена и изнасилована двумя мужчинами в её гараже в Западном Голливуде в 1:30 ночи на Рождество после того, как она вернулась домой с вечеринки. После этого она начала консультировать жертвы изнасилования.
Виновных так и не нашли. «Шок от случившегося вызвал потерю памяти, неспособность сосредоточиться, и я до сих пор неимоверно поражена», — сказала она в 1990 году.
Макбейн сняласт в фильмах «Джейк и толстяк», «Хозяин марионеток 5» (1994), «Сабрина, маленькая ведьма», «Доктор Куинн», «Знахарка», «Мама-невидимка II», «Молодые и беспокойные», «Клуб разбитых сердец: романтическая комедия» (2000), Besotted (2001) и Strong Medicine, в телефильме «Такси в Канаду» (1998), которого, по её словам, «было достаточно, чтобы я больше никогда не захотела сниматься».
В 1990 году она искала финансирование для своего сценария «Проливающаяся луна» о первой женщине, совершившей поход по реке Колорадо через Гранд-Каньон.
Дайан Макбейн умерла от рака печени утром 21 декабря 2022 года в загородном доме Motion Picture в Лос-Анджелесе, Калифорния, где она прожила несколько лет. Ей был 81 год.

## Фильмография
- 1979 — Немой крик
- 1964 — Секс и незамужняя девушка
- 1964 — A Distant Trumpet
- 1963 — Mary, Mary
- 1963 — The Caretakers
- 1962 — Black Gold